# Međeđa (gmina Višegrad)
Međeđa (cyr. Међеђа) – wieś w Bośni i Hercegowinie, w Republice Serbskiej, w gminie Višegrad. W 2013 roku liczyła 101 mieszkańców.